# Tara Buckman
Tara Buckman (født 1. oktober 1956) er en amerikansk skuespiller.